# كرة القدم (كلمة)
قد تعني الكلمة الإنجليزية Football أي واحدة من عدة رياضات جماعية (أو الكرة المستخدمة في تلك الرياضة المعنية)، اعتمادًا على الأصل الوطني أو الإقليمي وموقع الشخص الذي يستخدم الكلمة؛ يشير الاستخدام غير المشروط للكلمة عادةً إلى أكثر رموز كرة القدم شيوعًا في تلك المنطقة. أكثر الرياضات التي يشار إليها كثيرًا باسم (Football) هي كرة القدم، كرة القدم الأمريكية، كرة القدم الأسترالية، كرة القدم الكندية، كرة القدم الغيلية، دوري الرغبي لكرة القدم وكرة القدم الرغبي.
من بين 45 شركة تابعة للاتحاد الدولي لكرة القدم (Fédération Internationale de Football Association) والتي تعتبر اللغة الإنجليزية لغة رسمية أو أساسية، يستخدم 43 منها football في الأسماء الرسمية لمنظماتهم (تستخدم كندا والولايات المتحدة soccer). Soccer هو المصطلح السائد لاتحادات كرة القدم في الولايات المتحدة وكندا، حيث تسود قوانين أخرى لكرة القدم. في عام 2005، غير الاتحاد الأسترالي لكرة القدم اسمه من soccer إلى Football ليتماشى مع الاستخدام الدولي العام للمصطلح. في عام 2006، قررت نيوزيلندا أن تحذو حذوها.
هناك أيضًا العديد من اللغات الأخرى حيث يكون المصطلح الشائع لكرة القدم مشابهًا صوتيًا للمصطلح الإنجليزي كرة القدم. (انظر أسماء اتحادات كرة القدم.)

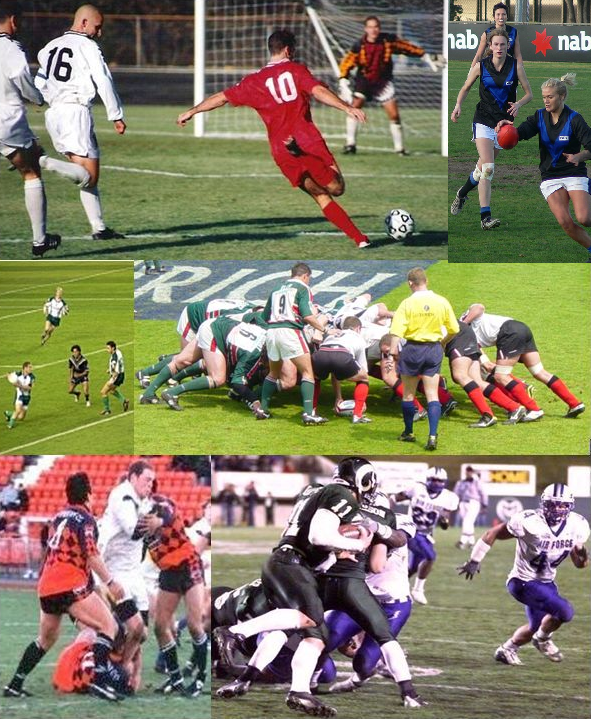
بعض من العديد من رموز كرة القدم المختلفة.

## علم أصول الكلمات
إشارة مبكرة إلى لعبة الكرة التي ربما كانت كرة قدم تأتي من عام 1280 في أولغام، نورثمبرلاند في إنجلترا: «هنري... أثناء اللعب بالكرة.. ركض ضد ديفيد». تم لعب كرة القدم في أيرلندا عام 1308، مع إشارة موثقة إلى جون ماكروكان، المتفرج في «مباراة كرة قدم» في نيوكاسل، مقاطعة داون، أيرلندا الشمالية، متهمًا بطعن لاعب يُدعى ويليام برنارد عن طريق الخطأ. إشارة أخرى لمباراة كرة قدم تأتي في عام 1321 في شولدرهام، نورفولك، إنجلترا: «أثناء المباراة على الكرة بينما كان يركل الكرة، ركض صديقه العادي ضده وأصاب نفسه».

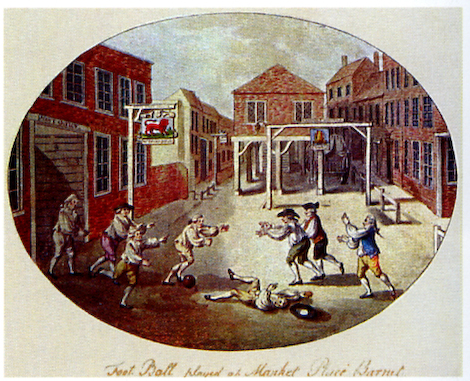
بطاقة فرنسية حوالي عام 1750، تصور "كرة القدم"

على الرغم من أن أصل الكلمة المقبول لكلمة كرة القدم، نشأ بالإشارة إلى فعل ركل القدم للكرة، فقد يكون هذا أصلًا خاطئًا. تفسير بديل يقول أن الكلمة تشير في الأصل إلى مجموعة متنوعة من الألعاب في أوروبا في العصور الوسطى، والتي كانت تُلعب سيرًا على الأقدام. كان يمارس هذه الرياضات عادة الفلاحون، على عكس رياضة ركوب الخيل التي كان يمارسها الأرستقراطيون في كثير من الأحيان. في بعض الحالات، تم تطبيق الكلمة على الألعاب التي تتضمن حمل الكرة ومنع الركل على وجه التحديد. على سبيل المثال، الكاتب الإنجليزي ويليام هون، الذي كتب في عام 1825 أو 1826، يقتبس من المعلق الاجتماعي السير فريدريك مورتون إيدن، فيما يتعلق بلعبة – التي يشير إليها Hone باسم «كرة القدم» – لعبت في أبرشية سكون، بيرثشاير:
كانت اللعبة على النحو التالي: هو الذي حصل على الكرة في يديه في أي وقت، ركض معها حتى يتفوق عليه أحد الجزء المقابل؛ وبعد ذلك، إذا تمكن من التخلص من أولئك الذين قبضوا عليه على الجانب الآخر، فإنه يركض؛ إذا لم يكن كذلك، ألقى الكرة منه، إلا إذا انتزعها منه الطرف الآخر، ولم يُسمح لأي شخص بركلها. [تم إضافة التأكيدات.]
على العكس من ذلك، في عام 1363، أصدر الملك إدوارد الثالث ملك إنجلترا إعلانًا يحظر «... كرة اليد، أو كرة القدم، أو الهوكي؛ التعقيب ومصارعة الديوك، أو غيرها من الألعاب الخاملة»، مما يشير إلى أن «كرة القدم» كانت في الواقع متمايزة عن الألعاب التي تتضمن أجزاء أخرى من الجسم.
يتتبع قاموس أوكسفورد الإنجليزي (OED) الاستخدام المكتوب لكلمة «كرة القدم» (مثل "foteballe")، في إشارة إلى اللعبة، حتى عام 1409. أول استخدام مسجل للكلمة للإشارة إلى الكرة كان عام 1486، وأول استخدام له كفعل في عام 1599.
نشأت كلمة «كرة القدم» كاختصار عامي من أكسفورد "-er" لكلمة «جمعية»، وتنسب إلى لاعب كرة القدم الإنجليزي تشارلز وريفورد براون في أواخر القرن التاسع عشر. ومع ذلك، مثل قصة ويليام ويب إليس للرغبي، يُعتقد أنها ملفقة على الأرجح. هناك أيضًا الاختلاف الذي يُسمع أحيانًا، «كرة القدم».

## الاستخدام الوطني

### أستراليا
داخل أستراليا، مصطلح «كرة القدم» غامض ويمكن أن يعني ما يصل إلى أربعة رموز مختلفة لكرة القدم باللغة الإنجليزية الأسترالية، اعتمادًا على السياق والموقع الجغرافي والعوامل الثقافية؛ وهذا يشمل كرة القدم والقواعد الأسترالية لكرة القدم ودوري الرغبي واتحاد الرغبي. في ولايات فيكتوريا وأستراليا الغربية وجنوب أستراليا وتسمانيا، يُستخدم المصطلح العامي (فوتي) أيضًا في سياق غير رسمي، بينما في هذه الولايات يطلق على رمزي كرة الرغبي اسم الرغبي. هناك وضع مختلف في نيو ساوث ويلز وكوينزلاند وACT، حيث يكون اتحاد الرغبي أو دوري الرغبي أكثر شيوعًا، ويمكن لكرة القدم الرجوع إلى هذه الرموز. تُستخدم كرة القدم على مستوى أستراليا بشكل شائع لوصف اتحاد كرة القدم، حيث يعود هذا الاستخدام إلى أكثر من قرن، مع اكتساب كرة القدم قوة جذب بين متابعي كرة القدم منذ إعادة تسمية Soccer Australia باسم Football Federation Australia في 2005.

### كندا
في كندا، تشير كرة القدم إلى كرة القدم الكندية أو كرة القدم الأمريكية، وغالبًا ما يتم تمييزها إما بـ "CFL" (من دوري كرة القدم الكندي الحاكم) أو "NFL" (من الدوري الوطني الأمريكي لكرة القدم). نظرًا للتشابه بين الألعاب، فإن العديد من الأشخاص في كلا البلدين لا يعتبرون أن نمطي كرة القدم المشدودة هما رياضتان منفصلتان في حد ذاته، بل يعتبران رموزًا مختلفة لنفس الرياضة التي لها أصل مشترك في لعبة Harvard vs McGill التي تم لعبها في عام 1874. مع ابتكار هذه الرياضة. إذا قال الكندي، «أخي يلعب كرة القدم في الولايات المتحدة»، فسيكون واضحًا من السياق أن كرة القدم الأمريكية هي الهدف. يوازي الاستخدام الفرنسي الكندي استخدام اللغة الإنجليزية، حيث تشير كلمة le football عادةً إلى كرة القدم الكندية أو الأمريكية، بينما تشير كلمة le soccer إلى اتحاد كرة القدم. عندما يكون هناك غموض، يتم استخدام le football canadien أو le football américain.
يشار دائمًا إلى اتحاد كرة القدم الرغبي في كندا ببساطة باسم «الرغبي».

### منطقة البحر الكاريبي
في معظم دول الكاريبي الناطقة بالإنجليزية، يُستخدم كل من "football" و"soccer" للإشارة إلى اتحاد كرة القدم، لكن استخدام كلمة "football" أكثر شيوعًا. الاستثناء هو جزر البهاما، حيث يستخدم مصطلح "football" حصريًا (بينما ليس في الواقع في منطقة البحر الكاريبي، يتبع الاستخدام في برمودا مصطلح جزر البهاما). يشير لقب فريق ترينيداد وتوباغو، "The Soca Warriors"، إلى نمط من الموسيقى، وليس إلى كلمة soccer.

### أيرلندا
في أيرلندا، يمكن أن تعني «كرة القدم» اتحاد كرة القدم، كرة القدم الغيلية، أو اتحاد الرغبي.

### نيوزيلاندا

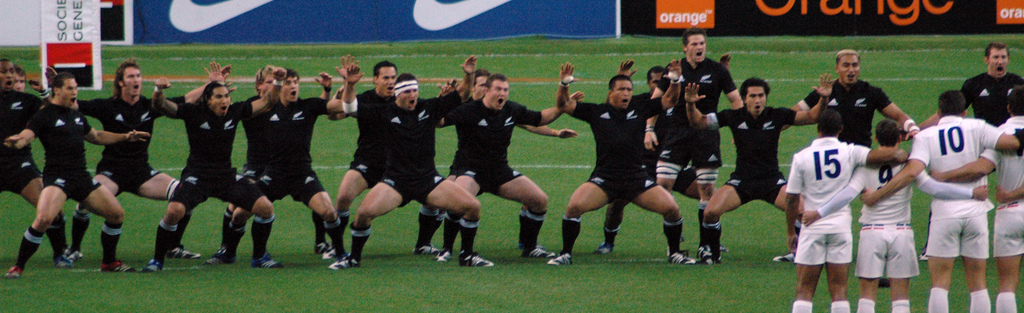
أداء هاكا قبل مباراة فريق أول بلاكس

نيوزيلندا لكرة القدم هي الهيئة الإدارية لكرة القدم في البلاد. يمكن استخدام المصطلح أيضًا للإشارة إلى اتحاد الرغبي، المعروف باسم الرغبي ببساطة. يعني المصطلح العامي (فوتي) عمومًا فقط أيًا من كرة الرغبي، بينما يُعرف دوري الرغبي تقليديًا باسم دوري الرغبي أو الدوري فقط. مر استخدام مصطلح كرة القدم بفترة انتقالية في الآونة الأخيرة حيث قام الاتحاد بتغيير اسمه إلى New Zealand Football من New Zealand Soccer واسم فريقه النسائي إلى Football Ferns من SWANZ.

### جنوب أفريقيا
في جنوب إفريقيا، تشير كلمة football عمومًا إلى اتحاد كرة القدم. ومع ذلك، تُعرف كرة القدم عمومًا باسم soccer على الرغم من ذلك. القسم الأول المحلي هو الدوري الممتاز لكرة القدم وكلاهما في المحادثة ووسائل الإعلام (انظر على سبيل المثال The Sowetan أو Independent Online)، يُستخدم مصطلح "soccer". كان الملعب المستخدم في نهائي كأس العالم لكرة القدم 2010 يُعرف باسم Soccer City. على الرغم من ذلك، يُطلق على الاتحاد الوطني للبلاد اسم اتحاد جنوب إفريقيا لكرة القدم وتستخدم كلمة «كرة القدم» في الغالب في السياقات الرسمية.
اتحاد الرغبي هو رمز كرة قدم شائع آخر في جنوب إفريقيا، لكنه يُعرف عمومًا باسم الرغبي فقط لأن دوري الرغبي له وجود أصغر في البلاد.

### المملكة المتحدة

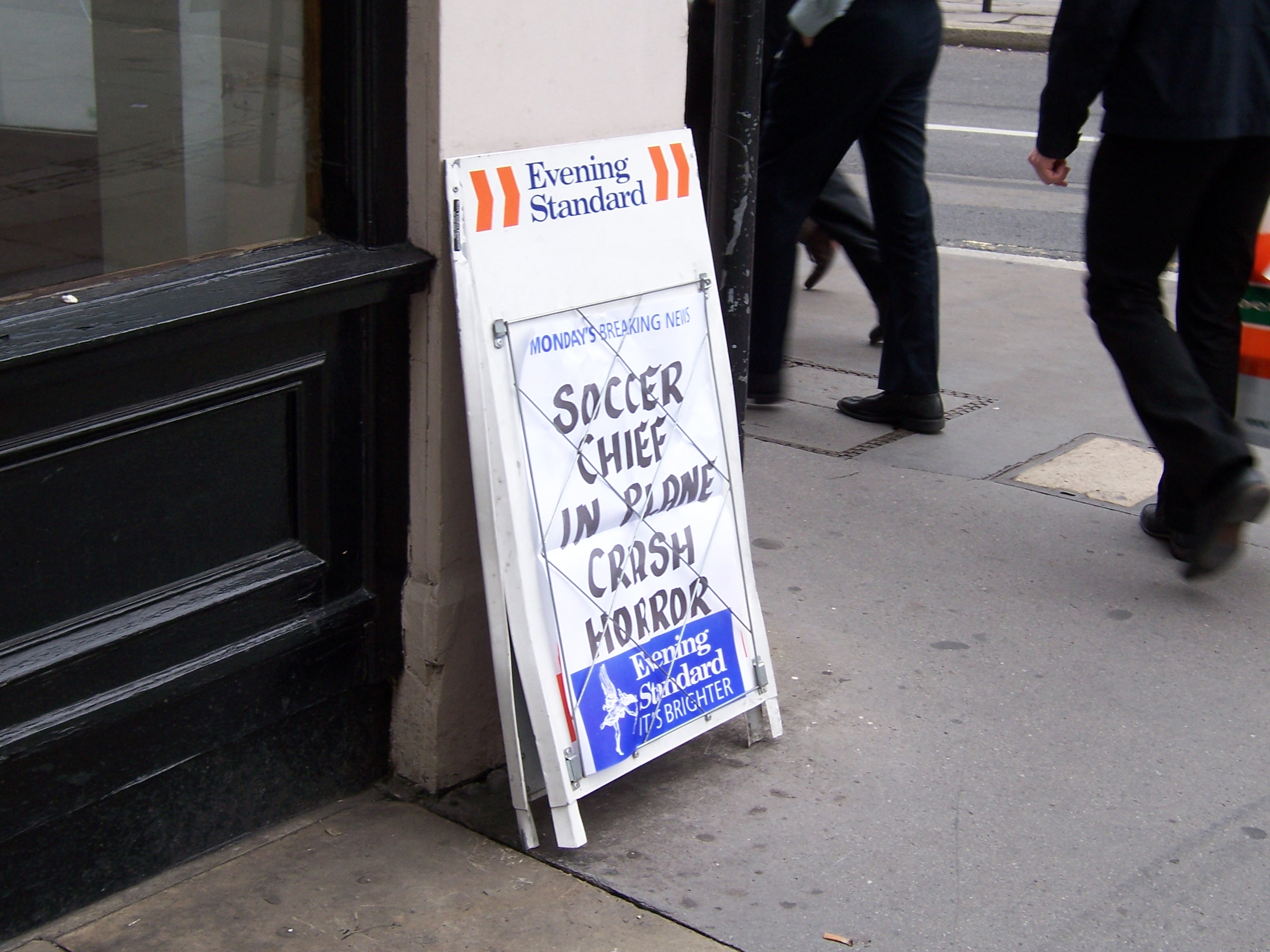
مثال على كلمة "كرة القدم" المستخدمة في لندن في أغسطس 2006.

يميل الاستخدام العام لمصطلح "football" في المملكة المتحدة إلى الإشارة إلى أكثر رموز كرة القدم شيوعًا في البلاد، والتي تكون في حالة إنجلترا واسكتلندا هي رمز اتحاد كرة القدم. ومع ذلك، فإن مصطلح "soccer" يفهم من قبل الكثيرين على أنه اسم بديل لكرة القدم. كانت كلمة "soccer" طريقة معترف بها للإشارة إلى اتحاد كرة القدم في المملكة المتحدة حتى حوالي سبعينات القرن العشرين، عندما بدأ يُنظر إليها بشكل غير صحيح على أنها أمريكية.
بالنسبة إلى المشجعين المهتمين أكثر بقواعد كرة القدم الأخرى، في مجتمعهم الرياضي، قد يشير استخدام كلمة "football" إلى الكود الخاص بهم. ولكن حتى داخل هذه المجتمعات الرياضية، فإن الإشارة غير المشروطة لـ "football" عادة ما تكون إشارة إلى اتحاد كرة القدم. يشار إلى دوري الرغبي في قلبه باسم «كرة القدم» أو «الدوري» فقط.
قد يستخدم عشاق كرة القدم الغيلية في أيرلندا الشمالية "football" لهذه الرياضة. خارج المجتمع القومي في أيرلندا الشمالية، تُعرف كرة القدم الغيلية عادةً باسمها الكامل.
تُعرف كرة القدم الأمريكية عادةً بهذا الاسم أو "gridiron"، وهو اسم مألوف لجمهور بريطاني أوسع بواسطة القناة الرابعة، عندما عرضت كرة القدم الأمريكية في أمسيات الأحد في الفترة 1982-1992.

### الولايات المتحدة

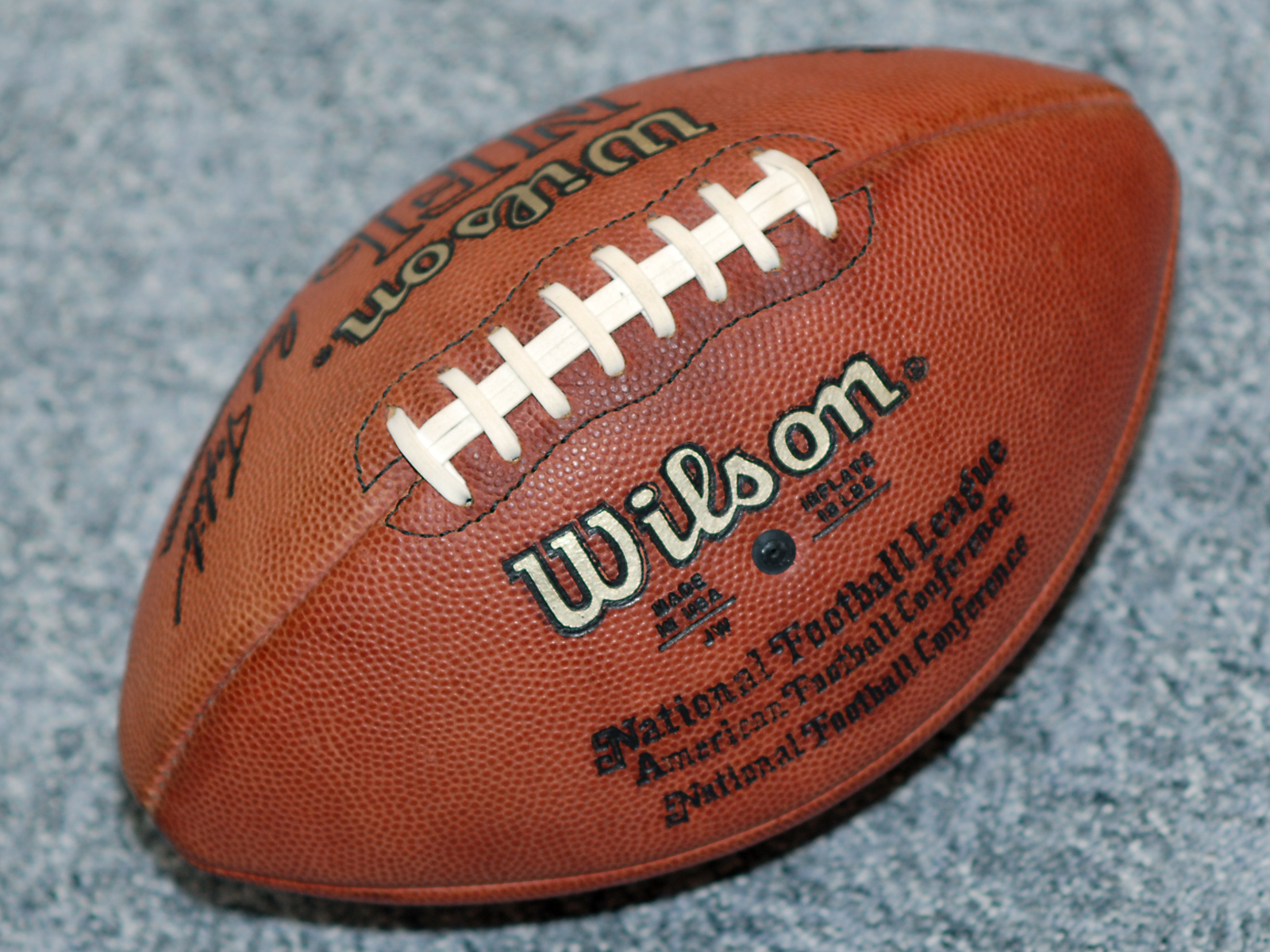
كرة قدم أمريكية

في الولايات المتحدة، تشير كلمة "football" فقط إلى رياضة كرة القدم الأمريكية. كما هو الحال في كندا، تُستخدم football حصريًا لكرة القدم الكندية بينما يُنظر إلى كرة القدم الأمريكية والكندية عمومًا على أنهما نوعان مختلفان من نفس الرياضة. يستخدم مصطلح "gridiron football" أحيانًا للإشارة إلى كلتا المباراتين معًا.
تسمى رياضة اتحاد كرة القدم عادة "كرة القدم" في الولايات المتحدة. الكلمة مشتقة من كلمة «اتحاد» - كما في اتحاد كرة القدم - على عكس كلمة «راجر» أو كرة الرغبي. هي اللغة الإنجليزية في الأصل، وقد اشتعلت في الولايات المتحدة لتمييز اللعبة عن كرة القدم الأمريكية المعروفة محليًا؛ كما أصبحت سائدة في البلدان الأخرى حيث تُعرف رياضة أخرى باسم كرة القدم، مثل أستراليا مع قواعد كرة القدم الأسترالية. كان المصطلح مستخدمًا في بريطانيا خلال أوائل القرن العشرين وأصبح بارزًا بشكل خاص في العقود التي تلت الحرب العالمية الثانية، ولكن بحلول الثمانينات بدأ المشجعون البريطانيون في تجنب المصطلح، إلى حد كبير لأنه كان يُنظر إليه على أنه أمريكي.
يُعرف اتحاد الرغبي ودوري الرغبي عمومًا باسم الرغبي. الاتحاد هو البديل الأكثر شيوعًا في الولايات المتحدة. يضم دوري الرغبي وكرة القدم الغيلية أعدادًا صغيرة جدًا، وإن كانت متزايدة، من الأتباع.

## «كرة القدم» ككلمة مستعارة
تستخدم العديد من اللغات التقريبات الصوتية للكلمة الإنجليزية "football" لترابط كرة القدم. الامثلة تشمل:
- Albanian: futboll
- Bengali: ফুটবল (Futbol)
- Filipino: futbol
- Hungarian : futball
- Lithuanian: futbolas
- Persian: فوتبال fuwtbal
- Russian: футбол (futbol)
- Spanish: fútbol or futbol
- Thai: ฟุตบอล (fút-bon)
- Turkish: futbol

تنعكس هذا القواسم المشتركة في اللغتين المساعدتين الإسبرانتو والإنترلينجوا، اللتين تستخدمان فوتبالو وكرة القدم، على التوالي.
هذه الكلمات المستعارة تحمل القليل من الشبه أو لا تشبه مطلقًا الكلمات الأصلية لكل من «قدم» و«كرة». على النقيض من ذلك، تحتوي بعض اللغات على ترجمات من "football": يستخدم المتحدثون بها مصطلحات متكافئة تجمع بين كلماتهم لـ «قدم» و«كرة». مثال على ذلك اليونانية ποδόσφαιρο (podósfero) والصينية 足球 (zú qíu).
في اللغة الألمانية، كلمة "football" هي كلمة مستعارة لكرة القدم الأمريكية، بينما الكلمة الألمانية "Fußball" تعني كرة القدم (Fuß = "foot"، Ball = "ball")، وتعني اتحاد كرة القدم. الشيء نفسه ينطبق على voetbal الهولندية (voet = "foot"، bal = "ball")، fotboll السويدية (fot = "foot"، boll = "ball")، وما إلى ذلك - كلمات "foot" و"ball" متشابهة جدًا في جميع اللغات الجرمانية. هناك لغتان جرميتان فقط لا تستخدمان كلمة "football" أو أي حرف من كلماتها الأساسية لتعبير كرة القدم:
- الأفريكانية - sokker. وهذا يعكس صدى الاستخدام السائد لكلمة "soccer" في اللغة الإنجليزية لجنوب إفريقيا.
- الأيسلندية - knattspyrna (knatt - = ball- وspyrna = الركل) هي واحدة من أكثر المصطلحات شيوعًا؛ هذا يعكس ميلًا لإنشاء كلمات أصلية للمفاهيم الأجنبية. ومع ذلك، فإن calque fótbolti شائع على الأقل.

تشير اللغات السلتية أيضًا بشكل عام إلى ارتباط كرة القدم بـ calques من «كرة القدم» - مثال على ذلك الويلزية pêl-droed. ومع ذلك، فإن اللغة الأيرلندية، مثل اللغة الأفريكانية، موطنها الأصلي بلد حيث "soccer" هي المصطلح الإنجليزي الأكثر شيوعًا لهذه الرياضة، تستخدم لغة sacar.